# والتر بارسونز
والتر بارسونز (26 يونيو 1861 في المملكة المتحدة - 24 ديسمبر 1939 في المملكة المتحدة) (بالإنجليزية: Walter Parsons)‏ هو لاعب كريكت بريطاني وبريطاني (وحمل سابقاً جنسية المملكة المتحدة لبريطانيا العظمى وأيرلندا). لعب مع نادي مقاطعة هامبشاير للكريكت ‏.

## وصلات خارجية
- والتر بارسونز على موقع إي آس بي آن كريك إنفو (الإنجليزية)